# Medeopteryx clipeata
Medeopteryx clipeata (лат.) — вид жуков-светляков из подсемейства Luciolinae (Lampyridae). Новая Гвинея. 

## Описание
Длина тела около 1 см (6,5–7,0 мм). Длина пронотума до 1,2 мм, ширина до 1,6 мм. Пронотум и лабрум оранжевые, голова и надкрылья темно-коричневые, основная окраска желтовато-коричневая; вершины надкрылий острые; светящийся орган LO полностью в брюшном вентрите V7. Развит клипеолабральный шов, лабрум слабо склеротизированный, подвижный; заднебоковые углы пронотума округлые; вентрит V7 трёхвыемчатый; брюшные вентриты с изогнутыми задними краями.

## Классификация
Вид Medeopteryx clipeata был впервые описан в 2013 году австралийскими энтомологами Лэсли Баллантайн (Lesley A. Ballantyne; School of Agricultural and Wine Sciences, Charles Sturt University, Уогга-Уогга, Австралия) и Кристин Ламбкин (Christine L. Lambkin; Queensland Museum, Брисбен, Австралия) в составе рода Medeopteryx. Сходен с таксоном Medeopteryx antennata.